# Nullavoltmérő
Szinkronizálási feladatokhoz használatos műszer.

## Működési elve
Különleges kivitele a lágyvasas műszereknek a nullavoltmérő. Ez egy közönséges lágyvasas műszer, mely a névleges feszültség kétszeresére van méretezve. Ha a két hálózat fázisban ellentétes, a műszerre kétszeres feszültség kerül. A kijelzett értéket tekintve csak a nulla közeli érték minél érzékenyebb kijelzése lényeges. A névleges feszültség kétszeresénél, a 100% túláramos műszerekhez hasonlóan, a kitérés be van szűkítve.